# Erastus Corning I
Erastus Corning I (Norwich, 14 dicembre 1794 – Albany, 9 aprile 1872) è stato un imprenditore e politico statunitense.

## Biografia
Erastus Corning nacque a Norwich il 14 dicembre 1794. Da lì partì verso Troy quando aveva tredici anni per fare l'impiegato in un negozio di ferramenta di uno zio. Sei anni dopo si trasferì ad Albany dove si inserì nel settore mercantile come subordinato di James B. Spencer. Dopo qualche tempo nell'azienda di Spencer, Corning divenne socio ed anche socio principale alla morte di Spencer, avvenuta nel 1824. Corning unì l'azienda di Spencer con l'azienda ereditata da suo zio per formare la Erastus Corning & Co.

## Erastus Corning & Co.
La Erastus Corning & Co. non offriva solo ciò che si pensa offra un negozio di ferramenta. Essa infatti vendeva non solo attrezzi e chiodi ma anche stufe, apparecchi agricoli e persino binari e pezzi in metallo per ferrovie.
La compagnia aveva una banchina e un magazzino sul fiume Hudson e il negozio stesso non serviva solo Albany e le città limitrofe, ma anche centinaia di grandi acquirenti dall'ovest che visitavano Albany poche volte all'anno per acquistare e vendere prodotti, rifornire le loro scorte e vedere le novità. Il negozio di Corning divenne presto una delle più importanti attività commerciali di Albany.
Corning non era contento di gestire solo un negozio di ferramenta, per quanto grande fosse. Mentre consolidava i suoi guadagni nella Erastus Corning & Co. egli investiva anche in banche e compagnie di assicurazione. Acquistò la Albany Rolling and Slitting Mill, rinominata Albany Nail Factory, e la utilizzò per bloccare il mercato di molti prodotti che vendeva nel suo negozio. La Albany Nail Factory divenne poi la Rensselaer Iron Works che, sotto la guida di Corning, installò il primo convertitore Bessemer in tutti gli Stati Uniti.
Quando raggiunse i quarant'anni Corning aveva contribuito a fondare la Banca di Stato di Albany (di cui rimase presidente fino alla morte), era stato nominato consigliere dell'Università dello Stato di New York, aveva iniziato a speculare su terreni della parte occidentale di New York ed era stato eletto sindaco di Albany. Corning coprì un solo mandato da sindaco per il Partito Democratico.

## Ferrovie
Il contributo più duraturo alla storia da parte di Erastus Corning potrebbe essere il suo rapporto con le ferrovie. Come commerciante in lavorati di acciaio, vide molto presto il potenziale che le ferrovie offrivano come motore economico, essendo sia acquirenti sia trasportatrici dei suoi prodotti, e se ne interessò fin dall'inizio.
Quando, nel 1833, la Utica & Schenectady Railroad venne aperta a nuovi soci, Corning vi entrò e divenne un investitore importante, divenendone presto presidente. Corning guidò la Utica & Schenectady per venti anni. La ferrovia alla fine vantava 126 km di percorso, da Schenectady nell'est (dove la ferrovia si connetteva con la più piccola Mohawk & Hudson Railroad, di cui Corning era anche un azionista) a Utica nell'ovest. Nel 1851, il nome della ferrovia fu cambiato in Mohawk Valley Railroad.
Corning non era comunque soddisfatto con la sua attività: ferrovia, banca, assicurazione, speculazione edilizia e produzione d'acciaio. Continuò la sua carriera politica, venendo eletto nel 1842 al senato dello Stato di New York per un mandato. La sua incursione nella politica dello stato lo convinse che i sistemi ferroviari che si estendevano da un lato all'altro erano inefficienti e potevano essere resi molto più proficui unendoli. Egli incominciò a pensare a quella che sarebbe divenuta la più larga corporazione nell'America di allora, la New York Central.
Come presidente della Utica & Schenectady, Corning organizzò nel 1851 una convention dei proprietari e presidenti delle altre otto ferrovie attive, che unite collegavano le città di Albany e Buffalo. La convention approvò una struttura per il consolidamento delle otto ferrovie (e anche due ferrovie che erano in fase di progettazione), e Corning portò le istanze della convention al parlamento statale. Corning divenne il principale lobbista per la proposta al parlamento, e nonostante fosse un democratico fece personalmente un appello a Thurlow Weed, leader dei wigh, che allora governava lo Stato.
Corning ebbe molto peso sulla decisione del governo. Aveva organizzato la convention e ampiamente dettato i termini della fusione alle altre compagnie. Quando il governo approvò l'Atto di Consolidamento il 2 aprile 1853, Corning si trovò in possesso della maggioranza delle azioni nella nuova compagnia, e così alla prima riunione degli azionisti della New York Central's, nel 1853, si fece eleggere presidente della compagnia. Ricoprì questo ruolo per vent'anni, durante i quali la New York Central fece collegamenti e strinse accordi che le diedero accesso ferroviario a Cleveland, Boston, New York e Chicago e la rese una delle più importanti tratte ferroviarie del Paese.
Corning accumulò una notevole fortuna e la usò per investire in terreni in Wisconsin e in Iowa.
Corning acquistò molte azioni nelle compagnie ferroviarie di Chicago, Burlington e Quincy e nella Michigan Central Railroad, divenne anche il maggior azionista e il presidente della St. Mary's Falls Ship Canal Company, la quale costruì il canale e le chiuse sul fiume St. Mary presso Sault Ste. Marie, connettendo il lago Superiore con il lago Huron. Per questa opera la compagnia ricevette 3035 km² di terra nell'ovest; Corning trattenne per sé 400 di quei km².

## Politica durante la Guerra di secessione
Nel 1856, poco dopo la conclusione del progetto sul fiume St. Mary, Corning venne candidato e ottenne un seggio al Congresso degli Stati Uniti come rappresentante dello Stato di New York. Non si ricandidò per la rielezione nel 1858, ma venne eletto per un secondo mandato nel 1860. Sempre nel 1860 partecipò all'Assemblea Nazionale dei Democratici come uno dei delegati di New York. Nel 1861, prima di prendere posto nel Congresso, era un delegato alla Conferenza di Pace a Washington, ma, una volta scoppiata la Guerra di secessione, prese posto nel Congresso e, almeno inizialmente, sostenne la Presidenza di Abraham Lincoln. Concluse il suo mandato e fu eletto nuovamente nel 1862, ma rassegnò le dimissioni per la sua salute instabile e il disaccordo con l'amministrazione Lincoln nel proseguire la Guerra di secessione.
Ritornato ad Albany, Corning organizzò un incontro pubblico sulla guerra, il cui risultato fu l'invio di una lettera ufficiale, scritta direttamente da Corning ad Abraham Lincoln nella quale si offriva sostegno nel mantenere l'integrità dell'Unione, ma si condannava l'amministrazione per alcune tattiche che stava utilizzando nella guerra, soprattutto l'arresto da parte dei militari di civili accusati di renitenza. Questo evento è notevole per la reazione che provocò nel presidente Lincoln, una lunga lettera nella quale il presidente esponeva il suo punto di vista su quello che la Costituzione gli consentiva di fare in tempo di guerra.
Nonostante il suo disaccordo con il metodo di affrontare la guerra adoperato da Lincoln, Corning sostenne pienamente gli sforzi per mantenere l'Unione. L'Union Navy stese un contratto con l'acciaieria di Corning per la fornitura di manufatti e materiali per le USS Monitor, la prima nave da guerra corazzata americana.

## Ultimi anni
Gli scritti personali di Corning non danno molte informazioni sulla natura della sua salute precaria ma, dal suo ritiro in poi, iniziò lentamente a ridurre i suoi impegni e le sue attività pubbliche. Verso il 1860 iniziò a concentrarsi più sulle speculazioni terriere e meno sulle sue aziende. Si dimise dalla New York Central nel 1865, due anni prima che la ferrovia venisse comprata da Cornelius Vanderbilt. Nel 1867, Corning divenne delegato alla Convenzione Costituzionale dello Stato di New York. Fu il suo ultimo incarico pubblico.
Dal 1871, Corning passò il controllo dei suoi interessi economici ai suoi figli e soci di fiducia, e lasciò perdere l'opportunità di acquistare una quota di un accordo terriero nel Nebraska dicendo che "Trovo che la mia salute sia tale da non permettermi di occuparmi di nessuna nuova impresa." Rimase alla guida della Banca di Stato di Albany e continuò anche la sua attività di vicecancelliere del comitato dei reggenti dell'Università dello Stato di New York, posizione che aveva così ricoperto per più di trent'anni. Morì nella sua casa ad Albany il 9 aprile 1872.
I nipoti di Corning, Edwin e Parker ricoprirono entrambi varie cariche politiche nello Stato di New York nei primi anni del '900. Il suo pronipote, Erastus Corning II, fu sindaco di Albany per più di quarant'anni, dal 1941 al 1983. La Rensselaer Iron Works divenne parte della più grande manifattura di acciaio e ferro del suo tempo, la Troy Iron & Steel Company, che poi chiuse. La New York Central rimase una delle più importanti ferrovie americane sino alla fine del XIX secolo; fu unita con la sua rivale, la Pennsylvania Railroad e alla fine divenne parte della Conrail nel 1970. Parte della New York Central, incluse parti della originale Utica & Schenectady, sono tuttora utilizzati dalla CSX. Le chiuse sul fiume St. Mary's rimangono le chiuse più trafficate al mondo. Gli scritti personali di Erastus Corning, quasi 50000 pagine, sono conservati nella biblioteca della Cornell University.